# Villa Tübke

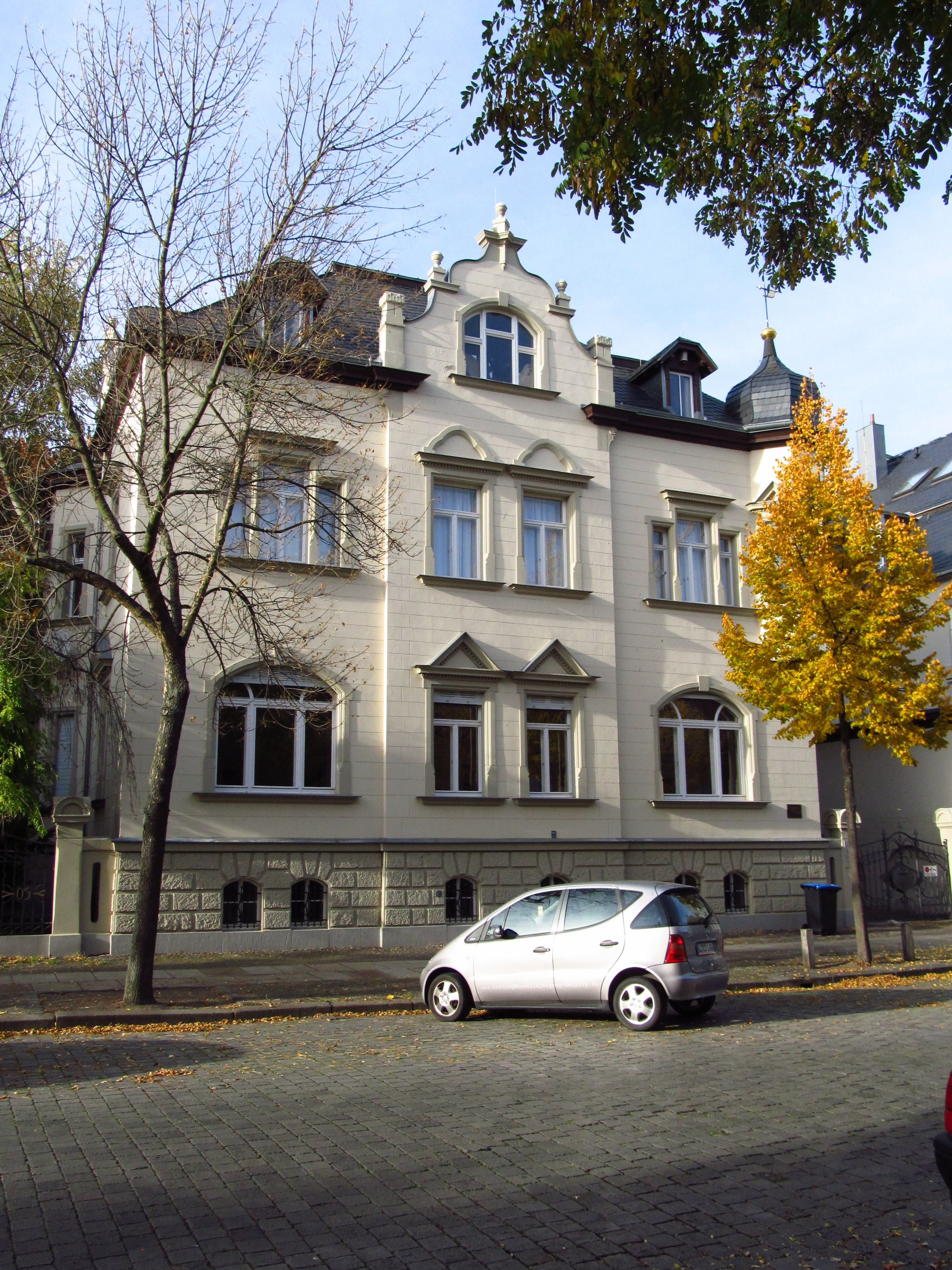
Villa Tübke in Leipzig-Gohlis

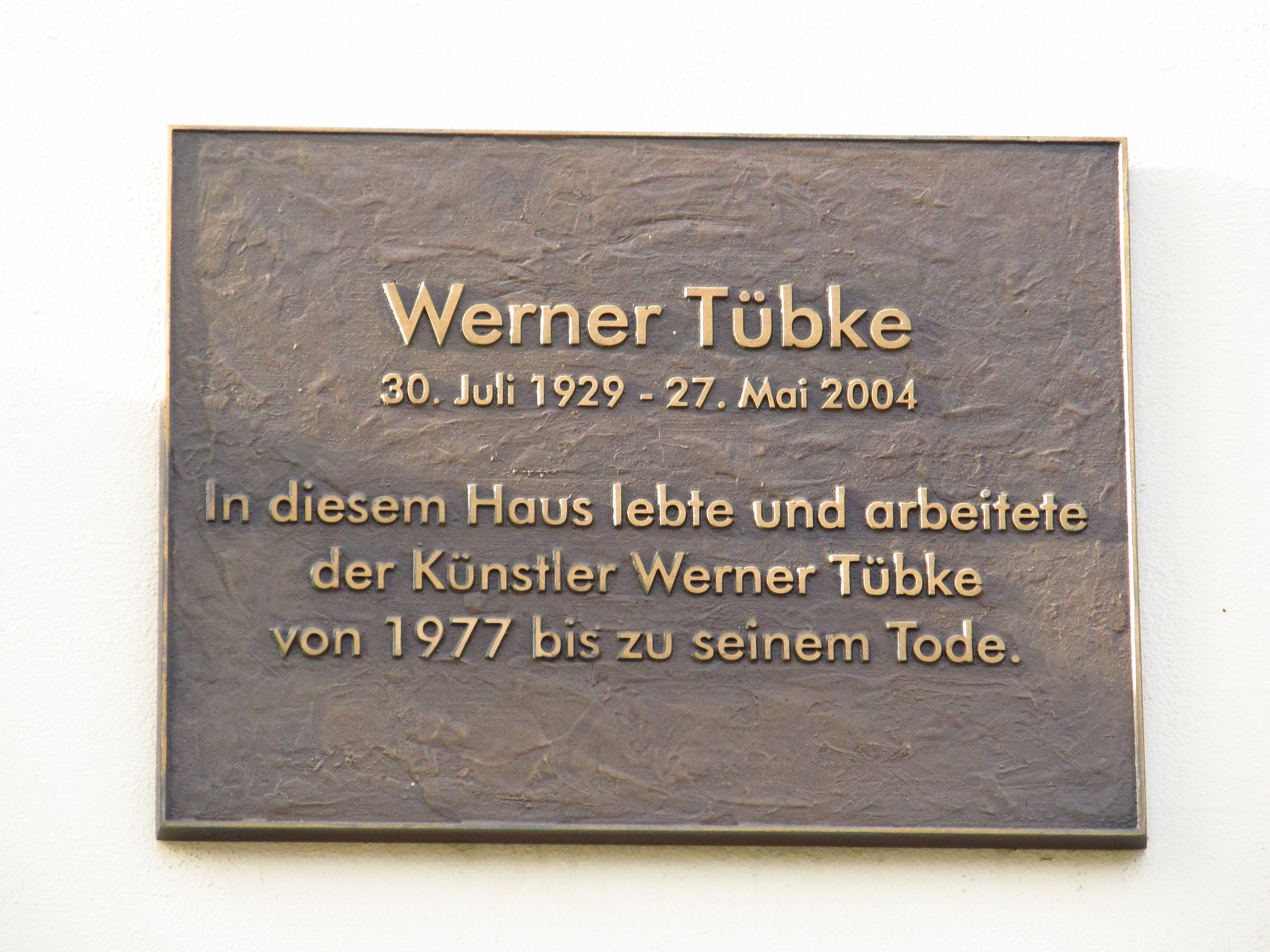
Gedenktafel am Gebäude

Die Villa Tübke ist ein Ausstellungshaus in Leipzig. Der Maler Werner Tübke lebte und arbeitete in dem Gebäude von 1977 bis 2004.

## Haus
Ab 1903 entstand im Leipziger Stadtteil Gohlis entlang dem Kickerlingsberg das heutige Villenviertel. Die Tübke-Villa befindet sich in der Springerstraße 5 und wurde 1905/1906 errichtet. Sie zählt zu den Jugendstilbauten. Über die Jahre wechselte das Haus mehrfach den Eigentümer. Ab 1977 wurde es von Werner Tübke als Wohn- und Arbeitsdomizil genutzt, er lebte dort gemeinsam mit seiner dritten Ehefrau Brigitte Tübke-Schellenberger. Die Wohnräume der Familie Tübke befanden sich im Erdgeschoss und in der zweiten Etage hatte sich der Maler eine Künstlerwerkstatt eingerichtet. 1988 wurde die Villa im Auftrag des Ministeriums für Kultur (MfK) der DDR zu einem „Wohn- und Atelierhaus mit musealem Charakter“ ausgebaut. Die Fertigstellung erfolgte anlässlich des 60. Geburtstages Tübkes im Juli 1989. Der Umbau kam dem Sicherheitsbedürfnis des Künstlers entgegen. Durch Aufstockung entstand das heutige Atelier, in dem Werner Tübke bis zu seinem Tod im Jahr 2004 arbeitete.
Nach dem Tod von Werner Tübke kaufte sein Galerist Karl Schwind das Grundstück und sanierte es denkmalgerecht, um es 2006 neu zu eröffnen.

## Stiftung
Die Tübke Stiftung Leipzig ist eine Stiftung bürgerlichen Rechts. Sie wurde im Mai 2006 von der Witwe Werner Tübkes, Brigitte Tübke-Schellenberger, in Leipzig gegründet und zog im Dezember desselben Jahres in die Räumlichkeiten der Tübke-Villa ein. Brigitte Tübke-Schellenberger stellte der Stiftung nach der Regelung der Erbauseinandersetzung neunzehn Gemälde, siebenundsechzig Zeichnungen, sechzehn Aquarelle und das komplette grafische Werk des Künstlers zur Verfügung. Sein persönliches Archiv dagegen, unter anderem mit Dokumenten, Ausstellungskatalogen und Reproduktionen, hat Tübke noch zu Lebzeiten dem Archiv für Bildende Kunst im Germanischen Nationalmuseum in Nürnberg übertragen. Vorsitzender der Stiftung ist der derzeitige Direktor des Museums der bildenden Künste Stefan Weppelmann. Michael Triegel ist Vorsitzender des Stiftungsrats. Bis zum Jahr 2010 befanden sich die Räume der Stiftung in der ersten Etage der Villa Tübke. Danach zog die Stiftung in das ehemalige Atelier im Dachgeschoss ein. Seit Dezember 2022 sind die Räume geschlossen. Der Bestand der Stiftung wurde an das Museums der bildenden Künste übermittelt.

## Museum Tübke Atelier
Nach dem Auszug der Stiftung aus dem Dachgeschoss der Tübke Villa formierte sich der gemeinnützige Tübke Atelier e.V. aus sieben Mitgliedern, die durch Beruf und Studium bereits Kontakt zum Werk Werner Tübkes hatten, mit der Intention, die ehemaligen Atelierräume des Künstlers nicht ungenutzt und leer stehend zu lassen, sondern diese als lebendigen Ausstellungs-, Erinnerungs- und Vermittlungsraum zu nutzen. Eröffnet wird das neugestaltete Museum am 25. Mai 2024.
Ziel des Tübke Atelier Vereins ist es, das künstlerische Erbe des Leipziger Künstlers Werner Tübke an dessen Wirkstätte, dem ehemaligen Atelier des Künstlers im Dachgeschoss der sogenannten „Tübke Villa“ in Leipzig-Gohlis, zu bewahren und Besuchenden näherzubringen. Im Zentrum der Tätigkeit des Vereins steht zunächst die Wiederherrichtung und Erhaltung der Atelierräume sowie die Erarbeitung eines neuen, zeitgemäßen Ausstellungs- und Vermittlungskonzeptes. Interessierten Besuchenden wird dabei der öffentliche und kostenfreie Zugang zu dem ehemaligen Arbeitsraum Werner Tübkes ermöglicht. Durch Dauer- und Sonderausstellungen soll das Werk und das Leben Werner Tübkes öffentlich und ansprechend zugänglich gemacht.

## Sammlung Fritz P. Mayer
Im September 2010 wurde im ersten Stock der Tübke-Villa eine Dauerausstellung mit Werken aus der Privatsammlung des Frankfurter Industriellen Fritz P. Mayer eröffnet. Die seit 1994 zusammengetragene Sammlung der sogenannten Leipziger Schule beinhaltet mehr als 100 Gemälde, unter anderen von Hubertus Giebe, Ulrich Hachulla, Bernhard Heisig, Erich Kissing, Wolfgang Mattheuer, Wolfgang Peuker, Arno Rink, Johannes Rochhausen, Willi Sitte und Werner Tübke. Ergänzt wird die Sammlung durch Skulpturen von Waldemar Grzimek, Stephan Balkenhol, Wieland Förster, Fritz Cremer und Werner Stötzer. Teile der Sammlung wurden bereits 2007 im Museum Giersch in Frankfurt am Main ausgestellt.
Weitere Werke aus der Sammlung hat Mayer als Schenkung oder Dauerleihgabe an deutsche Museen verteilt. Sie befinden sich unter anderen im Städel Museum, Frankfurt am Main, den Kunstsammlungen Chemnitz, der Neuen Nationalgalerie, Berlin, dem Haus der Geschichte, Bonn und der Kunsthalle Mannheim. Die Werke Mayers wurden durch den Frankfurter Galeristen Karl Schwind vermittelt.

## Galerie Schwind
Im Erdgeschoss der Villa Tübke befindet sich die Galerie Schwind. Diese wurde 1989 von Karl Schwind in Frankfurt am Main gegründet, wo sie sich heute in der Fahrgasse 17 befindet. Als einer der wenigen Galeristen im Gebiet der alten Bundesländer vertrat Schwind Leipziger Künstler. Nach dem Tod Werner Tübkes 2004 entschloss sich Schwind, das Gebäude in der Springerstraße 5 zu kaufen, zu sanieren und dort eine weitere private Kunstgalerie zu etablieren.